# Монтеспирело (Анкона)
Монтеспирело је насеље у Италији у округу Анкона, региону Марке.
Према процени из 2011. у насељу је живело 23 становника. Насеље се налази на надморској висини од 59 м.